# Werneck

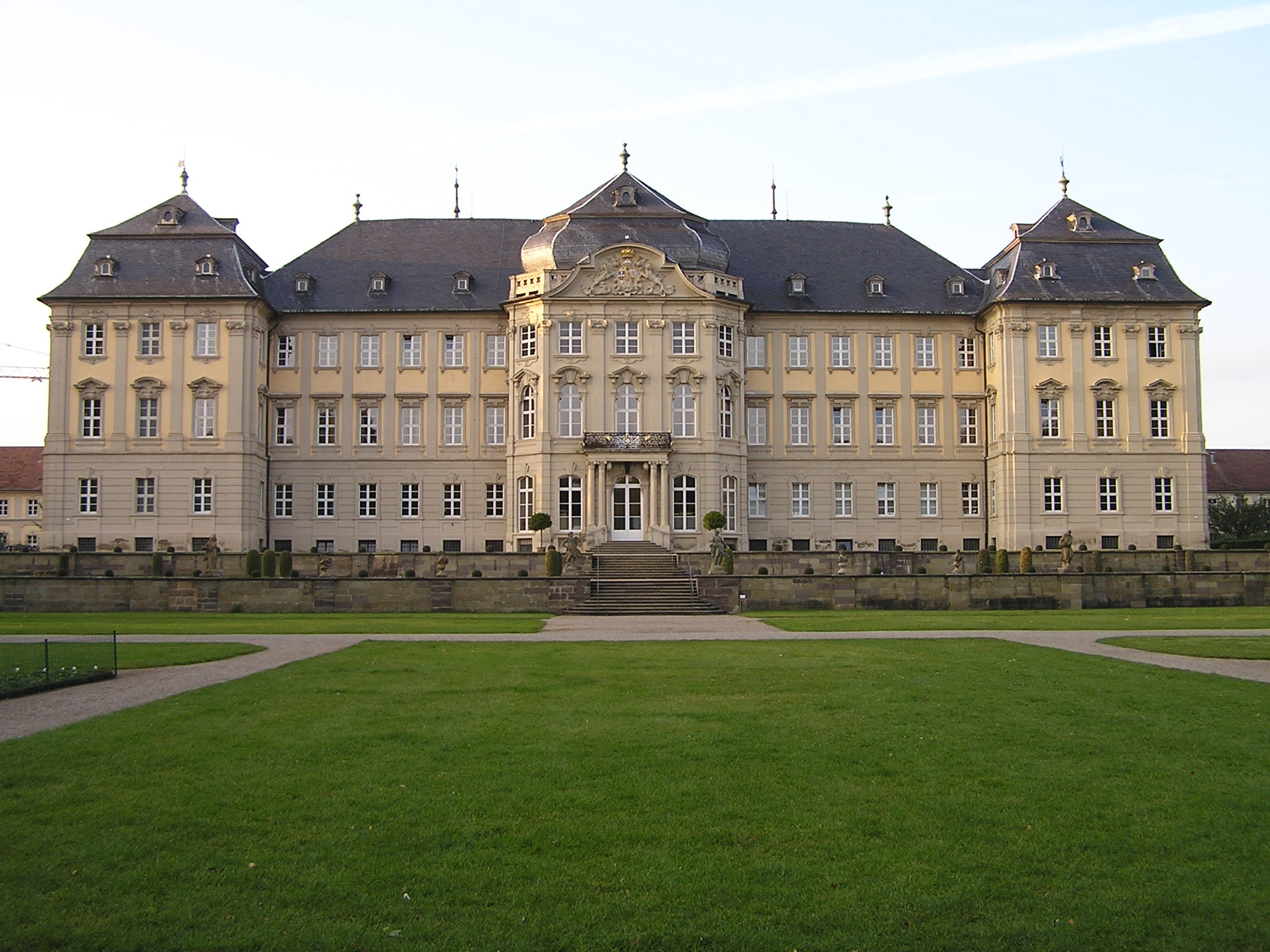
Palace in Werneck, by Balthasar Neumann và Johann Lukas von Hildebrandt.

Werneck là một đô thị tại huyện Schweinfurt, bang Bayern, Đức. Đô thị này tọa lạc 12 km về phía tây nam của Schweinfurt.